# 進学指導重点校 (東京都)
東京都における進学指導重点校（しんがくしどうじゅうてんこう）とは、東京都教育委員会から指定され、進学指導の充実を図り進学実績の向上を重点においた東京都立高等学校である。

## 概要
入学難度・進学実績の両面において、指定校は都立トップ7校と見なされることが多い。

### 選定基準
- 〔基準1〕センター試験結果（現役）
  - [1] 5教科7科目で受験する者の在籍者に占める割合が、おおむね6割以上
  - [2] 難関国立大学等に合格可能な得点水準（おおむね8割）以上の者の受験者に占める割合が、おおむね1割以上
- 〔基準2〕難関国公立大学（東大、京大、一橋大、東工大、国公立大医学部医学科）現役合格者数 15人

### 取り組み
- 教員公募制の実施により、意欲と指導力のある教員を配置
- 日常の補習や長期休業中の講習の充実
- 一般入試に自校作成問題の導入
  - 都立高等学校間では、2001年度に日比谷高校から始まり、2013年度までに16校が一般入試の自校作成問題を導入していたが、石原慎太郎都知事辞任直後の2013年、国分寺高校入試での一部問題流用を理由として東京都教育委員会が2014年度からグループ分けに基づくグループ作成問題に変更した。ただし、進学指導重点校などでは一部自校作成問題に差し替えて出題していた[2][3]。なお、2018年度から、進学指導重点校グループおよび進学重視型単位制高校グループ（新宿・国分寺・墨田川）は、従来の自校作成問題に変更した[4]。
  - 同様に一部の高校に学力検査特別選考枠（3教科加算入試）が設けられていたが、2016年度から廃止となった。

## 指定校

### 2001年指定
- 東京都立日比谷高等学校（旧第一学区）
- 東京都立戸山高等学校（旧第二学区）
- 東京都立西高等学校（旧第三学区）
- 東京都立八王子東高等学校（旧第七学区）

### 2003年指定
- 東京都立青山高等学校（旧第二学区、2013・2014年度は特例措置による指定）
- 東京都立立川高等学校（旧第八学区）
- 東京都立国立高等学校（旧第十学区）

## 沿革
- 2001年（平成13年）9月 - 日比谷、戸山、西、八王子東の4校を指定（以下3校は準備校に指定）
- 2003年（平成15年）11月 - 青山、立川、国立の3校を追加指定
- 2007年（平成19年）4月 - 7校の指定期間の更新（平成19年度から平成24年度まで）
- 2010年（平成22年）7月 - 進学指導重点校が満たすべき水準としての選定基準を設定
- 2012年（平成24年）6月 - 選定基準に照らした評価に基づき、7校の指定期間を更新（日比谷、戸山、西、八王子東、立川、国立は平成25年度から平成29年度まで、青山は平成25年度から平成26年度まで[注釈 1]）
- 2014年（平成26年）5月 - 青山の指定期間を更新（平成27年度から平成29年度まで）
- 2017年（平成29年）8月 - 7校の指定期間の更新（平成30年度から令和4年度まで）
- 2022年（令和4年）9月 - 7校の指定期間の更新（令和5年度から令和9年度まで）[5]